# Ruutinkari (ö i Birkaland)
Ruutinkari är en ö i Finland. Den ligger i sjön Viljakkalanselkä och i kommunen Ikalis i den ekonomiska regionen  Nordvästra Birkalands ekonomiska region  och landskapet Birkaland, i den sydvästra delen av landet, 200 km nordväst om huvudstaden Helsingfors. Öns utsträckning är bara något tiotal meter.